# Corey Pavin
Pour les articles homonymes, voir Pavin.
Corey Pavin, né le 16 novembre 1959 à Oxnard, est un golfeur américain.

## Biographie

### Enfance et adolescence
Le père de Corey Pavin était propriétaire d'une chaîne de magasins de chaussures, et président d'une synagogue dans la ville d'Oxnard, et le jeune Pavin reçut une éducation judaïque.
Il commence le golf à six ans au club fréquenté par ses parents, et dispute ses premières compétitions à huit ans.
Il entre à UCLA à l'âge de 17 ans. Il y fait partie de l'équipe de golf au côté entre autres de Jay Delsing et Tom Pernice Jr.

### Débuts professionnels
Pavin passe professionnel en 1982, et gagne son premier titre en 1984. Son jeu se démarque par sa précision et par de grandes capacités à manier la balle de golf selon des trajectoires variées et contrôlées. Pavin est également excellent au petit jeu et au putting, ce qui lui permet de compenser un flagrant manque de puissance.

### Les années 1990
Pavin atteint le sommet de sa carrière de 1991 à 1995. Entre autres faits d'armes, on notera d'une part, sa victoire au Honda Classic 1992, où il rentre son deuxième coup sur le dernier trou depuis une distance d'environ 118 mètres pour revenir à égalité avec Fred Couples et s'imposer en play-off, et sa victoire au Toyota World Match Play Championship de 1993 où il bat successivement Nick Price, Colin Montgomerie et Nick Faldo pour s'imposer. 
Il devient également l'un des joueurs les plus reconnus de l'histoire de la Ryder Cup, participant à l'épreuve en 1991, 1993 et 1995, et se démarquant par plusieurs coups remarquables tels qu'une sortie de bunker ou un chip rentré depuis l’extérieur du green pour s’imposer ou revenir au score.
Mais c'est son triomphe à l'US Open de 1995 sur le parcours de Shinnecock Hills qui marque l'apogée de sa carrière professionnelle. Parti avec trois coups de retard à l'entame du dernier tour, il parvient à devancer Greg Norman et Phil Mickelson, avec, au dernier trou, un coup resté célèbre dans l'histoire du golf : un coup de bois 4 à plus de 200 mètres du trou, qui termine sa course à moins de 2 mètres de la cible. Pavin gagne ainsi son premier titre majeur et sa quatorzième victoire sur le PGA Tour.
Après ce succès et malgré une nouvelle victoire en 1996, Pavin décline brusquement, et chute au classement des gains, ne réussissant pas vraiment à inverser la tendance en dépit d’éphémères remontées. Cette brusque perte de résultats est généralement attribuée par plusieurs observateurs à des changements de matériel et à la séparation d'avec son coach de longue date, Bruce Hamilton, en raison de divergences entre les deux hommes, dues notamment à la conversion de Pavin au christianisme au début des années 1990,.

### Les années 2000, renouveau professionnel et capitanat à la Ryder Cup
Divorcé au début des années 2000, en chute libre au classement mondial, Pavin décide de recontacter son ancien coach Bruce Hamilton, puis avec son accord, devient élève de Butch Harmon. Ses résultats s’améliorent significativement, lui permettant de renouer avec la victoire en 2006 au U.S. Bank Championship de Milwaukee avec un score record de 20 coups sous le par.
Pavin se remarie en 2002 et s'essaye au travail de commentateur TV en direct sur des évènements golfiques. 
Il est finalement nommé capitaine de l'équipe américaine pour la Ryder Cuper 2010 qui se déroule sur le parcours du Celtic Manor au Pays de Galles. A cette consécration s’ajoute son arrivée sur le Champions Tour où il devient un habitué du haut du classement, remporte une victoire en 2012, et obtient plusieurs places d’honneurs dans les tournois majeurs.

## Palmarès

### Ryder Cup
- Victoire en 1991, 1995
- Participation en 1993
- 8 victoires, 5 défaites,
- Capitaine de l'équipe américaine pour l'édition 2010 de la compétition.

### Majeurs
- US Open de golf 1995

### PGA Tour
- 1984  Houston Coca-Cola Open
- 1985  Colonial National Invitation
- 1986  Hawaiian Open,  Greater Milwaukee Open
- 1987  Bob Hope Chrysler Classic,  Hawaiian Open
- 1988  Texas Open
- 1991  Bob Hope Chrysler Classic,  BellSouth Atlanta Golf Classic
- 1992  Honda Classic
- 1994  Nissan Los Angeles Open
- 1995  Nissan Open,  U.S. Open
- 1996  MasterCard Colonial
- 2006  U.S. Bank Championship de Milwaukee

### Circuit Européen
- 1983 German Open

### Autres victoires
- 1983 South African PGA Championship, Calberson Classic
- 1984 New Zealand Open
- 1985 New Zealand Open, Match U.S. - Japon (en individuel)
- 1993 Toyota World Match Play Championship
- 1994 Tokai Classic (Japan Golf Tour)
- 1995 Asian Masters, Million Dollar Challenge
- 1996 Ssang Yong International Challenge (Corée du Sud).
- 1999 Martel Skins Game (Taïwan).